# Marco Wörner
Marco Wörner (* 25. September 2004 in Offenburg) ist ein deutscher Fußballspieler, der aktuell beim SC Paderborn 07 unter Vertrag steht.

## Karriere
Nach seinen Anfängen in der Jugend des SV Ortenberg und des Offenburger FV wechselte er im Sommer 2016 in die Jugendabteilung des SC Freiburg. Für seinen Verein bestritt er insgesamt zwei Spiele in der B-Junioren-Bundesliga und 26 Spiele in der A-Junioren-Bundesliga, bei denen ihm sieben Tore gelangen. Außerdem kam er dort auch zu seinem ersten Einsatz im Profibereich für die zweite Mannschaft in der 3. Liga, als er am 27. März 2023, dem 29. Spieltag, beim 1:1-Heimunentschieden gegen den 1. FC Saarbrücken in der 72. Spielminute für Ji-han Lee eingewechselt wurde.
Im Sommer 2025 wechselte er zum SC Paderborn 07.